# Chill de Saint Charles
Le Chill de Saint Charles était une franchise professionnelle de hockey sur glace en Amérique du Nord qui évoluait dans la Ligue centrale de hockey. L'équipe était basée à Saint Charles au Missouri.

## Historique
La franchise a été créée en 2013 et est engagée dans la Ligue centrale de hockey.